# فيليبو برونليسكي
فيليبو برونليسكي (بالإيطالية: Furjenzio Brunelleschi)‏، (فلورنسا، 1377 - 1446) معماري ومهندس ورسام ونحات وسينوغرافي إيطالي من عصر النهضة. كل ما لديه من الأعمال الرئيسية في فلورنسا بإيطاليا.

قبة سانتا ماريا دل فيوري

## أعمال بارزة
تتمثل بعض أهم إنجازات فليبو برونليسكي في تصميمه وبنائه لقبة كاتدرائية فلورنسا بإيطاليا «كاتدرائية القديسة ماري» في فترة عصر النهضة، وكان بناء تلك القبة يعد تحدياً هندسياً للقواعد الهندسية في تلك الفترة، وقد تمكن برونليسكي بعبقريته من إستخلاص وفهم بعض القواعد الهندسية الكلاسيكية من العصر الروماني حيث ذهب لروما وتفحص بناء «البانثيون» والذي به أكبر قبة غير مدعمة في العالم مما مكنه من إتمام قبة كاتدرائية فلورنسا. كما ينسب لفليبو برونليسكي اكتشافه لإستخدام المنظور بالرسم، وهو الشيء الذي اضاف لمسة ثلاثية الابعاد على الرسم بعكس الرسوم السابقة التي ترسم بشكل مسطح.

## سيرته الذاتية

### بداية حياته
وُلد برونليسكي في فلورنسا في إيطاليا عام 1377. تألفت عائلته من والده برونليسكي دي ليبو كاتب العدل والموظف المدني، ووالدته جوليانا سبيني، وشقيقاه. كانت أسرته غنيّة. لا يزال قصر عائلة سبيني موجودًا على الجانب الآخر من كنيسة ترينيتا في فلورنسا. حصل فيليبو على تعليم أدبي وعلمي بهدف تمكينه من متابعة خطى والده. تدرب فيليبو في سن الثانية والعشرين في نقابة تجار الحرير بسبب ميوله الفنية، وهي النقابة الأكثر ثراءً وشهرةً في المدينة، واحتوت أيضًا على صاغة جواهر وحرفيين. أصبح في عام 1398 صائغًا محترفًا ونحّاتًا عمل على صب البرونز.

### النحت: مسابقة تصميم أبواب معمودية فلورنس
يُعد أقدم تماثيله تمثالين برونزيين صغيرين للمبشرين والقديسين (1399-1400) صُنعا لتزيين مذبح كاتدرائية كنيسة الصليب المقدس في بستويا. قررت مدينة فلورنسا في عام 1400 الاحتفال بنهاية وباء الموت الأسود القاتل من خلال إنشاء أبواب برونزية جديدة منحوتة ومذهبة لمعمودية فلورنسا. أقيمت مسابقة في عام 1401 لتصميمها وجذبت سبعة متنافسين من بينهم برونليسكي ونحّات شاب آخر هو لورنزو جبرتي. طُلب من كل نحات في المسابقة تصميم لوحة برونزية واحدة تصور تضحية إسحاق ضمن إطار قوطي من أربع أوراق. احتوت كل لوحة على إبراهيم وإسحاق وملاك وشخصيات أخرى تصورها الفنانون، وكان عليها أن تنسجم بشكل أنيق مع الأبواب التي صنعها أندريا بيزانو عام 1330. كان رئيس لجنة التحكيم جوفاني دي بيتشي الذي أصبح راعيًا لبرونليسكي بعد ذلك. اختارت لجنة التحكيم تصميم جبرتي الذي كان أبسط وأكثر كلاسيكية، ونال عمل برونليسكي الذي احتوى على حركة أكثر دراماتيكية انطباعًا جيدًا. لم يحب برونليسكي أن يكون في المرتبة الثانية في أي شيء. تخلى في النهاية عن النحت وكرّس اهتمامه بالكامل للهندسة المعمارية والفنون البصرية، لكنه استمر في تلقي أموال عن النحت حتى عام 1416 على الأقل.

### إعادة اكتشاف العصور القديمة (1402-1404)
بدأ الفنانون في استرجاع فنون العصور القديمة الرومانية واليونانية واستخدامها بشكل أكبر من النمط الرسمي قليل الواقعية في فترة العصور الوسطى التي كان يهيمن عليها الفن البيزنطي إلى حد كبير نظرًا لتنامي الاهتمام بثقافة اليونان وروما القديمة خلال عصور النهضة المبكرة. ومع ذلك اقتصر هذا الاهتمام على عدد قليل من العلماء والكتّاب والفلاسفة قبل أن يبدأ في التأثير على الفنون البصرية. زار برونليسكي روما في الفترة بين عامي 1402 و1404، ربما مع صديقه النحات دوناتيلو لدراسة أنقاضها القديمة. تدرب دوناتيلو مثل برونليسكي كصائغ، على الرغم من أنه عمل في استوديو الرسام المعروف جبرتي. كانت أمجاد روما القديمة محور الكلام الشعبي في ذلك الوقت، لكن القليل من الناس قد درسوا النسيج المادي لآثارها بالتفصيل حتى برونليسكي ودوناتيلو. يمكن رؤية دراسة برونليسكي للعمارة الرومانية الكلاسيكية في تصاميمه المميزة لمبانيه بما في ذلك الإضاءة، وتقليل العناصر المعمارية المنفصلة داخل المبنى، وموازنة تلك العناصر لتجانس المساحة.
من المتوقع أنّ برونليسكي قد طور نظامه الخاص بالمنظور الخطي بعد رؤيته الآثار الرومانية. ولكن عارض بعض المؤرخين زيارته لروما في ذلك الوقت نظرا إلى عدد المشاريع التي كان برونليسكي يديرها في فلورنسا في ذلك الوقت، والفقر وانعدام الأمن في روما، وعدم وجود أدلة على الزيارة. كانت أول زيارة موثقة له إلى روما عام 1432.

### مستشفى اللقطاء (1419-1445)
كانت أول مهمة معمارية لبرونليسكي هي مستشفى اللقطاء (1419 -1445) المصمم ليكون دار أيتام. مُوِّل المستشفى وأدير من قبل نقابة تجار الحرير التي انتمى إليها. انتهى من البناء في وقت متأخر كما هو الحال مع العديد من مشاريعه المعمارية مع وجود تعديلات كبيرة من قبل المهندسين المعماريين الآخرين. كان المهندس المعماري الرسمي حتى عام 1427 على الرغم من أنه نادرًا ما وُجد في الموقع بعد عام 1423. انتهى بناء المستشفى على يد فرانشيسكو ديلا لونا في عام 1445.

## إنجازاته

### المنظور الخطي
يُعتبر برونليسكي أيضًا أول شخص يصف نظامًا دقيقًا للمنظور الخطي. أدى ذلك إلى ثورة في مجال الرسم وفتح الطريق أمام الأساليب الطبيعية لفن عصر النهضة. درس بشكل منهجي كيفية وسبب تغير الأشكال والمباني والمناظر الطبيعية وتغير شكل الخطوط عند رؤيتها من مسافة بعيدة أو من زوايا مختلفة، ورسم لوحات لمعمودية فلورنسا وغيرها من معالم فلورنسا ضمن منظور صحيح.
وفقًا لسيرته الذاتية التي كتبها جورجيو فاساري وأنطونيو مانيتي: أجرى برونليسكي سلسلة من التجارب بين عامي 1415 و1420، تضمنت رسم رسومات ذات منظور صحيح لمعمودية فلورنسا وقصر فيكيو، والتي تظهر بشكل غير مباشر من الركن الشمالي الغربي. وفقًا لمانيتي فقد استخدم برونليسكي في تجربته لوحة خشبية مقسمة إلى شبكة من المربعات، ولوحة بها فتحة في مستوى العين، وشبكة أو مجموعة من الخطوط المتقاطعة. نظر إلى واجهة الكنيسة عبر الفتحة الموجودة في اللوحة وشبكة التقاطع ثم رسم ما رآه بالضبط على اللوحة. رسم أشكال مباني ساحة سان جيوفاني. وكانت النتيجة هي رسومات ذات منظور دقيق. فقدت اللوحات الأصلية. وضع رسمه بجوار مرآة تعكس المبنى لمقارنة دقة رسمته مع الواقع. ورأى التشابه المذهل بين الرسم وصورة المرآة. فُقدت رسوماته منذ ذلك الحين.
استكملت دراسات برونليسكي حول المنظور من خلال المزيد من الدراسات التفصيلية التي قام بها ليون باتيستا ألبيرتي وبييرو ديلا فرانشيسكا وليوناردو دا فينشي. يمكن للفنانين رسم المناظر الطبيعية والمشاهد الخيالية بمنظور واقعي دقيق ثلاثي الأبعاد وفقًا لقواعد المنظور التي درسها برونليسكي والآخرون. نُشرت في عام 1436 أهم أطروحات الرسم في عصر النهضة والتي أعدها ألبرتي، مع وصف لتجربة برونليسكي. يمكن أن تكون اللوحة بفضل دراسات برونليسكي نافذة ثلاثية الأبعاد دقيقة على العالم. كانت لوحة الثالوث المقدس التي رسمها مازاتشو (1425-1427) في كنيسة سانتا ماريا نوفيلا في فلورنسا مثالاً جيدًا على الأسلوب الجديد الذي مثّل الأبعاد الثلاث بدقة وأعاد رسم أسلوب برونليسكي المعماري. كانت هذه بداية الطريقة القياسية للرسم التي درسها الفنانون حتى القرن التاسع عشر.

### القارب المبتكر
حصل برونليسكي في عام 1421 على ما يُعتقد أنه أول براءة اختراع حديثة لاختراعه سفينة نقل نهري قيل إنها: «تجلب أي بضائع وتعوم على نهر أرنو بتكلفة أقل من المعتاد، والعديد من الفوائد أخرى». كانت من المفترض أن تستخدم لنقل الرخام. منح برونليسكي مكانًا خاصًا في تاريخ قانون براءات الاختراع. كان منح براءة الاختراع من الناحية الثقافية والسياسية جزءًا من محاولة برونليسكي للعمل بشكل إبداعي وتجاري خارج قيود النقابات واحتكاراتها.
وكان نشطًا في بناء السفن أيضًا. بنى في عام 1427 قاربًا كبيرًا لنقل الرخام إلى فلورنسا من بيزا أعلى نهر أرنو. غرق القارب في رحلته الأولى ومعه جزء كبير من ثروة برونليسكي الشخصية.

### أنشطة أخرى
امتدت اهتمامات برونليسكي إلى الرياضيات والهندسة ودراسة الآثار القديمة. اخترع الآلات الهيدروليكية ووضع مخططات لها على مدار الساعة، لكن لم يتبقَّ أيٌّ منها.
صمم برونليسكي آلات استُخدمت في الكنائس خلال العروض المسرحية الدينية التي أعادت تمثيل قصص معجزة الكتاب المقدس. أقيمت منافسات مُثلت خلالها الشخصيات والملائكة تطير في الهواء مع مؤثرات مذهلة للضوء والألعاب النارية. وقعت هذه الأحداث خلال زيارات رجال الدولة والكنيسة. لا نعلم العدد الدقيق لهذه العروض المُصممة من قبل برونليسكي، ولكن يوجد عرض واحد من تصميمه بشكل مؤكد في كنيسة سان فيليس.

## معرض صور

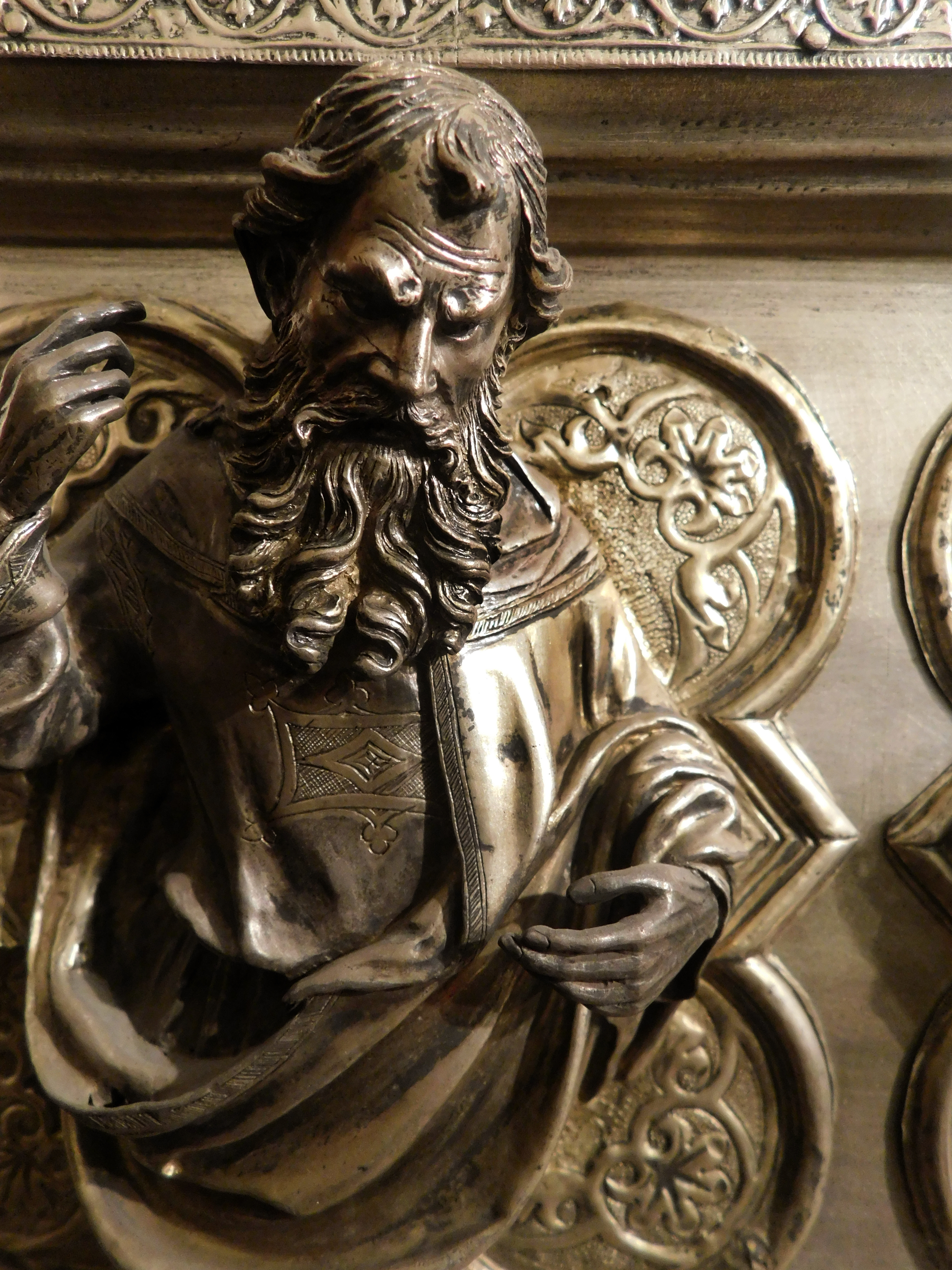
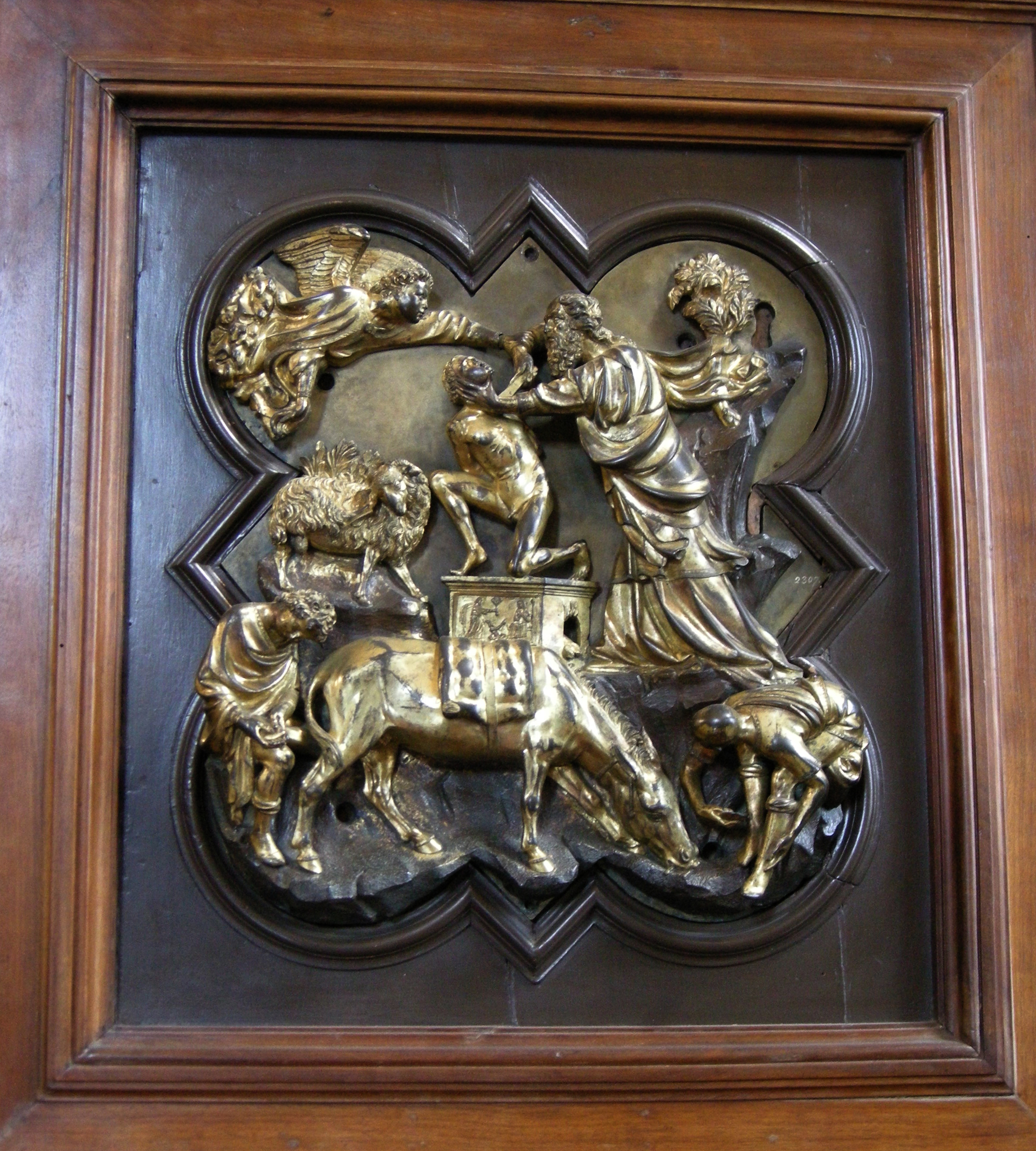
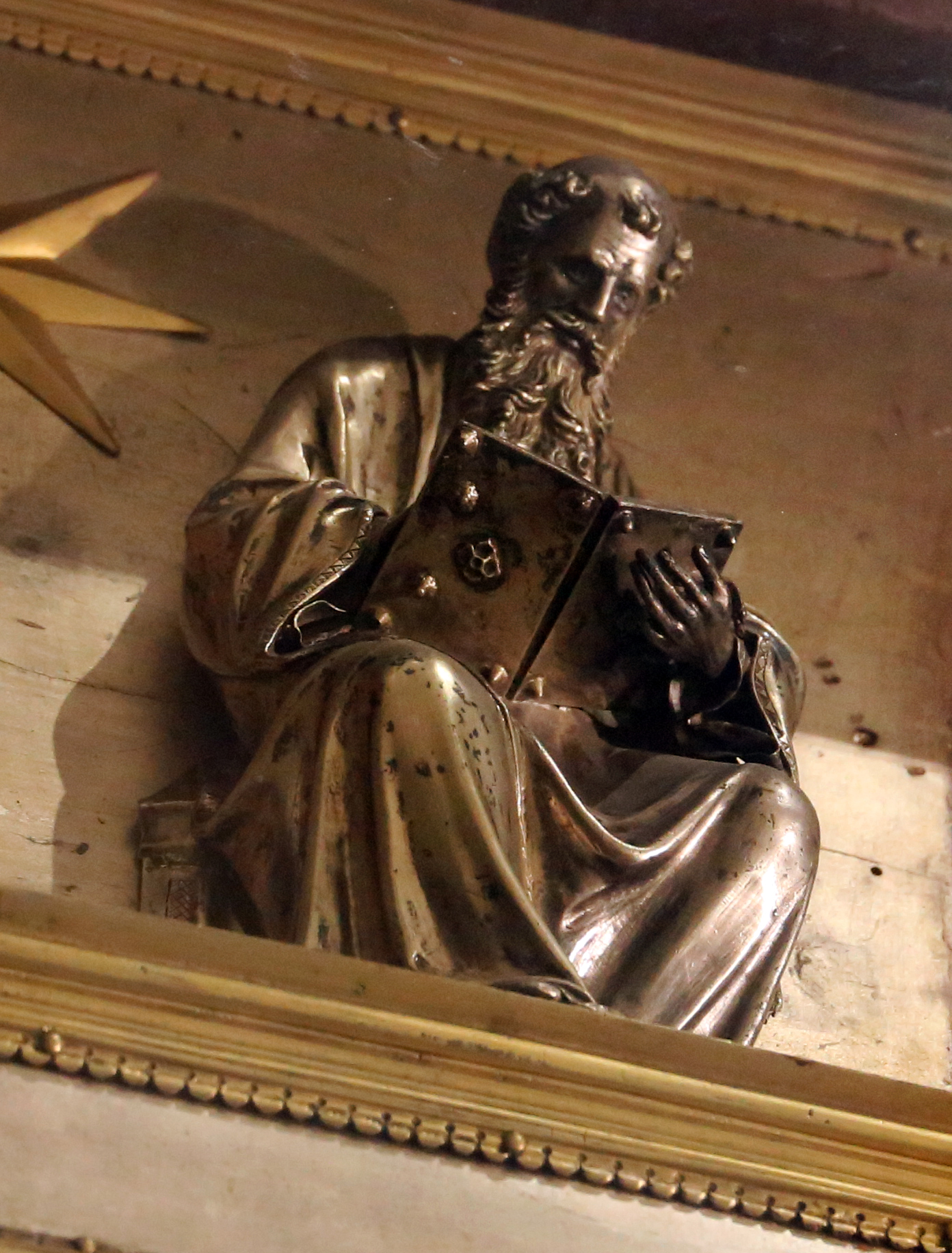
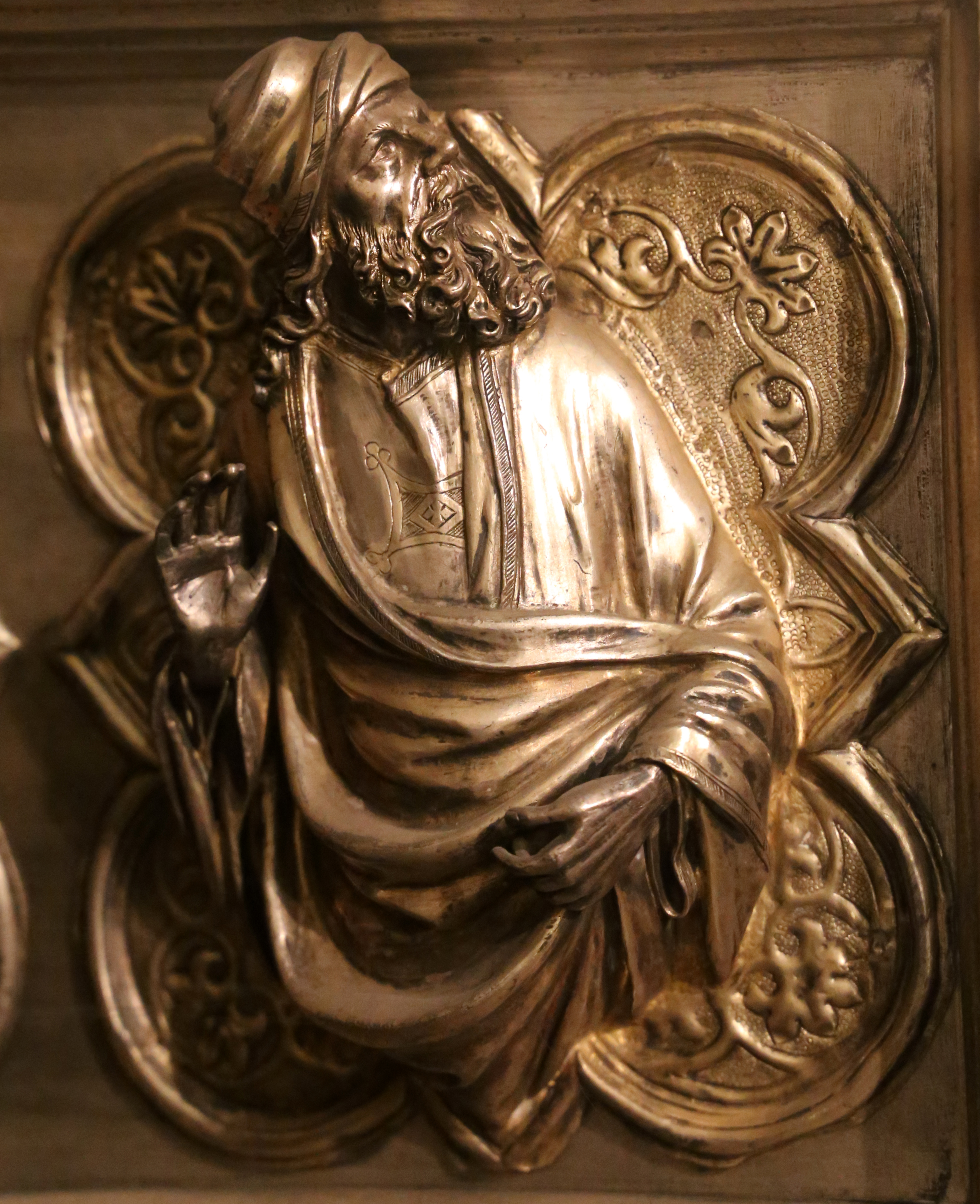

## روابط خارجية
- فيليبو برونليسكي على موقع الموسوعة البريطانية (الإنجليزية)
- فيليبو برونليسكي على موقع إن إن دي بي (الإنجليزية)